# Designated Survivor (temporada 2)
A segunda temporada da série de drama político americano Designated Survivor foi encomendada em 11 de maio de 2017 e estreou em 27 de setembro de 2017, consistindo de 22 episódios.
A série é produzida pela ABC Studios e pela The Mark Gordon Company, e é filmada em Toronto e Cambridge, Ontario, Canadá.

## Premissa
Após um ano no cargo, o Presidente Thomas Kirkman  busca a mente por trás do ataque ao Capitólio, lidando com as situações do dia-a-dia que ocorrem tanto em sua casa quanto no exterior e sobrevivendo a ataques contra seu governo.

## Elenco e personagens

### Principais
- Kiefer Sutherland como o presidente Thomas "Tom" Kirkman;[4]
- Natascha McElhone como a primeira-dama Alexandra "Alex" Kirkman;
- Paulo Costanzo como o diretor político da Casa Branca Lyor Boone;
- Adan Canto como o consultor de segurança nacional Aaron Shore;
- Italia Ricci como a Chefe de Gabinete da Casa Branca Emily Rhodes;
- LaMonica Garrett como o agente especial do Serviço Secreto dos Estados Unidos, Mike Ritter;  chefe do detalhe de proteção do serviço secreto do presidente Kirkman;
- Zoe McLellan como conselheira da Casa Branca Kendra Daynes;
- Ben Lawson como oficial de inteligência do Serviço Secreto de Inteligência (MI6), Damian Rennett;
- Kal Penn como secretário de imprensa da Casa Branca, Seth Wright;
- Maggie Q como agente especial do Bureau Federal de Investigação (FBI) Hannah Wells.

### Recorrentes
- Terry Serpico como Patrick Lloyd;
- Jake Epstein como Chuck Russink;
- Tanner Buchanan como Leo Kirkman, filho do Presidente;
- Mckenna Grace como Penny Kirkman, filha do Presidente;
- Reed Diamond como Diretor do FBI John Foerstel;
- Geoff Pierson como Secretário de Estado Cornelius Moss;
- Mykelti Williamson como vice-presidente almirante Chernow;
- Kim Raver como Andrea Frost, engenheiro aeroespacial, bilionário técnico, amigo de Kirkman;[5]
- Breckin Meyer como Trey Kirkman, irmão do presidente;[6]
- Aunjanue Ellis como prefeito, mais tarde vice-presidente Ellenor Darby;
- Bonnie Bedelia como Eva Booker;
- Michael J. Fox como Ethan West;[7]
- Nora Zehetner como Valeria Poriskova, agente de inteligência russo.[6]

### Convidado
- Tim Busfield como Dr. Adam Louden, o terapeuta do Presidente

## Produção
O Survivor designado foi renovado para uma segunda temporada em 11 de maio de 2017. O ex-produtor executivo de The Good Wife, Keith Eisner, assumirá o papel de showrunner na segunda temporada. Eisner será o quarto showrunner do programa, substituindo Jeff Melvoin, que foi contratado como showrunner em dezembro de 2016, substituindo Jon Harmon Feldman.
A apresentadora original do programa, Amy B. Harris, deixou o cargo devido a diferenças criativas após a retirada oficial da série em fevereiro de 2016.
Em 22 de junho de 2017, a membro do elenco Virginia Madsen anunciou que não voltaria para a segunda temporada como Kimble Hookstraten "Acho que eles têm outras histórias para contar. É um grande show, então eu desejo a eles o melhor."
Após o final da primeira temporada, Sutherland anunciou que o programa adicionaria três novos personagens para a segunda temporada. Duas das descrições dos personagens eram "uma conselheira da Casa Branca" impetuosa "e uma agente do MI6 " robusto e bonito "que cruza o caminho com Hannah".
A TVLine anunciou em 29 de junho de 2017 que Paulo Costanzo havia sido escolhido como papel regular da série como Lyor Boone, o novo diretor político da Casa Branca.
Prazo relatou em 17 de julho de 2017, que Ben Lawson foi escalado como o personagem regular da série Damian Rennett, um agente do MI6. No mesmo mês, foi anunciado que Zoe McLellan foi escalada regularmente como advogada e conselheira da Casa Branca, Kendra Daynes.
Em novembro de 2017, Kim Raver foi escalado para o papel recorrente de engenheiro e empreendedor do espaço, Andrea Frost.
Em janeiro de 2018, Michael J. Fox foi escalado para o papel recorrente do advogado de Washington e do promotor especial, Ethan West.
Em março de 2018, Nora Zehetner foi escalada para o papel recorrente do adido cultural russo, Valeria Poriskova.